# 文庫ぎんが堂
文庫ぎんが堂（ぶんこぎんがどう）は日本の出版社、イースト・プレスが刊行する文庫本。偶数月1日前後に4点ずつ刊行している。

## 概要
2009年6月に刊行開始。創刊時から毎月4点を刊行している（2009年12月のみ2冊）。ヤクザ関係のノンフィクションのほか、エッセイ、自己啓発書を数多く収める。太いゴシック体に青のシンボルマークとイメージカラーを添えたブックカバーデザインが特徴。

## 創刊ラインナップ
- 植西聰　『すぐできる! 運がよくなる方法』　ISBN 978-4-7816-7001-0
- 岡本太郎　『人間は瞬間瞬間に、いのちを捨てるために生きている。』　ISBN 978-4-7816-7002-7
- 木村勝美　『山口組若頭暗殺事件』　ISBN 978-4-7816-7003-4
- 森永卓郎　『ポケット図解 年収300万円時代の「お金の常識」』　ISBN 978-4-7816-7004-1

## 主な作品
- 『ヘンな間取り GOLD』
- 『ヘンな校則』
- 『本当は怖い心理学』
- 『本当は怖い心理テスト』
- 『家紋の世界 あなたのルーツはここにあった!』
- 『家系図の世界 あなたのルーツを辿ってみよう!』
- 『名字の世界 あなたのルーツがわかる!』
- 木村勝美　『山口組若頭暗殺事件 利権をめぐるウラ社会の暗闘劇』
- 木村勝美　『武富士対後藤組 激突する二つの「最強組織」』
- 磯野正勝　『裏社会の掟 極道たちのルールとシステム』
- 田辺まりこ　『すごすぎる! 女が悦ぶセックス』
- 太賀麻郎（東良美季・構成）　『AV黄金時代 5000人抱いた伝説男優の告白』
- 加藤文果　『満たされたい女たち OL夜のヒミツ箱』